# Лодзинське повстання
Лодзинське повстання (пол. Powstanie łódzkie) — виступ польських робітників проти Російської імперії, що відбувалося з 21 до 25 червня 1905 року у місті Лодзь. Повстання було одним з найбільших під час революції 1905—1907 років та стало однією з ключових подій революції у Царстві Польському.